# Leuconotopicus
Leuconotopicus é um género de aves da família dos pica-paus.

## Lista de espécies
O género Leuconotopicus é composto por 6 espécies:
- Pica-pau-de-faces-brancas, Leuconotopicus borealis
- Pica-pau-pardo, Leuconotopicus fumigatus
- Pica-pau-do-arizona, Leuconotopicus arizonae
- Pica-pau-de-strickland, Leuconotopicus stricklandi
- Pica-pau-cabeludo, Leuconotopicus villosus
- Pica-pau-de-cabeça-branca, Leuconotopicus albolarvatus